# Mortemart
Mortemart (tiếng Occitan: Mòrtamar) là một xã của tỉnh Haute-Vienne, thuộc vùng Nouvelle-Aquitaine, miền trung nước Pháp.